# Brincadeira Tem Hora
Brincadeira Tem Hora é o quinto álbum de estúdio do cantor sertanejo Leonardo, lançado em 2003. O CD traz 15 canções, entre elas os sucessos Brincadeira Tem Hora, Vai e Vem, Quero Acender Teu Fogo e Eu Sei Que Te Perdi, versão da música Sexed Up, de Robbie Williams.

## Faixas
| N.º | Título                                                   | Compositor(es)                                                                   | Duração |  |
| 1.  | "Brincadeira tem Hora"                                   | Everton Matos / Jairo Goes / Rivanil                                             | 3:22    |  |
| 2.  | "Escorpião"                                              | Zeh Enrique                                                                      | 3:20    |  |
| 3.  | "Quero Acender teu Fogo (Candela)"                       | Erika Ender (Versão: César Lemos / Donato Poveda)                                | 3:49    |  |
| 4.  | "Eu Sei que te Perdi (Sexed Up)"                         | Guy Chambers / Raquel Salud / Robbie Williams (Versão: César Augusto)            | 4:20    |  |
| 5.  | "Mulher Bandida"                                         | Rafael Dias / Silas Barcelos                                                     | 3:34    |  |
| 6.  | "Deve ser Amor"                                          | César Augusto / Neto Abdala / Paulo Sérgio                                       | 3:37    |  |
| 7.  | "Diz pro meu Coração (Mary Jane)"                        | Chip Davis / Jason Deere (Versão: César Lemos)                                   | 2:50    |  |
| 8.  | "Ai! Que Saudade"                                        | César Lemos / Karla Aponte                                                       | 3:34    |  |
| 9.  | "O Que me atrai em Você"                                 | César Augusto / Cláudio Noam                                                     | 3:59    |  |
| 10. | "O Amor Se Vai (Se Vá, Se Vá)"                           | Joaquin Galán Cuervo / Lucia Galan (Versão: Chitãozinho & Xororó / Luis Gustavo) | 2:26    |  |
| 11. | "Volta ao Começo (Quiero Beber Hasta Perder El Control)" | Claudio Rabello / Enrique Prieto                                                 | 4:10    |  |
| 12. | "Metade do meu Coração"                                  | Fátima Leão / Marcelo Aguiar / Netto / Sergio Pinheiro                           | 3:27    |  |
| 13. | "Era só pra Ficar"                                       | Everton Matos / Jairo Goes / Ravanil                                             | 3:26    |  |
| 14. | "Vai e Vem"                                              | César Lemos / Karla Aponte                                                       | 3:05    |  |
| 15. | "Rainha do meu Rodeio"                                   | César Lemos / Karla Aponte                                                       | 3:25    |  |

## Certificações
| País          | Certificação | Data | Certificado de vendas |
| ------------- | ------------ | ---- | --------------------- |
| Brasil - ABPD | Platina      | 2003 | 250.000               |